# AEC Illuminazione
AEC Illuminazione est un fabricant italien de matériel pour l'éclairage public.

## Historique
Cette entreprise, spécialisée dans l'éclairage public et urbain, a été créée en 1957 à Subbiano, commune d'Arezzo, en Toscane, sur la rive gauche de l'Arno. Après les inondations de Florence de 1966, l'entreprise est retenue pour fournir un nouvel éclairage de la ville. AEC Illuminazione fait aujourd'hui partie des fabricants les plus actifs en Italie et en Europe. La société réalise un chiffre d'affaires de 30 millions d'euros en 2008, dont un quart dans les marchés étrangers, principalement européens, arabes et nord-américains. Elle est détenue par les frères Cini,.
L'entreprise possède à Subbiano une usine de 15 000 mètres carrés, fortement automatisée et employant 110 employés. Elle fait le choix de maintenir un haut niveau de qualité et de conception, et de s'appuyer sur les technologies de l'information pour optimiser son fonctionnement interne. La société compte 18 agences commerciales en Italie, sept en France et 44 partenaires sur les cinq continents.
En 2013, elle est sélectionnée pour mettre en place l’éclairage du nouveau terminal 3 de l’aéroport de Dubaï. En 2014, elle remporte le concours organisé par A2A pour l'éclairage de la ville de Milan, (84 000 unités de ITALO),, et Turin (45 000 unités),.
En février 2015 elle ouvre à Francfort une filiale allemande : AEC Illuminazione GmbH,.

### Webographie
- (en) « AEC Illuminazione Case Study Designing urban lighting for citizens’ comfort and safety », sur plm.automation.siemens.com
- « Éclairage urbain made in Italy », sur obs-urbain.fr
- (es) « Aec-illuminazione-transforma-la-iluminacion-de-las-calles-de-milan-con-tecnologia-led », sur Digital AV Magazine
- (en) « Information », sur Illumino tecnica